# 1920 dans les chemins de fer
Chronologie des chemins de fer
1919 dans les chemins de fer - 1920 - 1921 dans les chemins de fer

## Évènements
- 4 mai, Espagne : ouverture des embranchements de Villaseca à Villablino et de Villablino à Caboalles de Arriba (Sociedad Minera Siderurgica de Ponferrada S.A.)
- 1er - 8 juin : grève des ouvriers du chemin de fer Dakar-Saint-Louis au Sénégal[1].
- 29 août, France : le gouvernement impose à toutes les compagnies de chemins de fer d'alimenter leurs lignes électrifiées en courant continu à la tension de 1500 V. La Compagnie du Midi est contrainte de convertir ses lignes déjà électrifiées en monophasé 12 kV 16 2/3 Hz, à l'exception de la ligne Perpignan - Villefranche dont l'alimentation monophasée sera abandonnée le 23 mai 1971. Elle sera ré-électrifiée en 1,5 kV continu en 1984.

## Anniversaires

### Naissances
- x

### Décès
- 25 mai, Belgique :  Jean-Baptiste Flamme, ingénieur aux chemins de fer en belges[2].